# Anna Amália braunschweig–wolfenbütteli hercegnő
Anna Amália braunschweig–wolfenbütteli hercegnő, férjezett   Anna Amália szász–weimar–eisenachi hercegné (németül: Prinzessin Anna Amalia von Braunschweig-Wolfenbüttel, Herzogin von Sachsen-Weimar-Eisenach; Wolfenbüttel, 1739. október 24. – Weimar, 1807. április 10.) német régensnő, mecénás és zeneszerző.

## Életpályája
A tizenhat éves hercegnőt 1756. március 16-án feleségül vette a 18-éves II. Ernő Ágost szász–weimar–eisenachi herceg. 
1757. szeptember 3-án, nem sokkal 18. születésnapja előtt teljesítette a legfontosabb dinasztikus elvárást, amikor megszületett Károly Ágost örökös herceg.
Második fia, Friedrich Ferdinand Constantin, férje korai halála után (1758. május 28.) született.
Károly Ágost kisebbsége idején figyelemre méltó körültekintéssel intézte a hercegség ügyeit, erőforrásait erősítve, helyzetét a hétéves háború zűrzavara ellenére javítva.
1772-ben Christoph Martin Wieland költőt hozta be a hercegtanítók csoportjába.
Az udvari körök ellenállása ellenére 1775-ben Goethét Weimarba hívta.
1788 és 1790 között Rómában (a Villa Maltában) és Nápolyban töltötte, ami nagyon szokatlan volt egy özvegy protestáns hercegnőtől.
Anna Amalia 1807. április 10-én bekövetkezett haláláig özvegyen maradt. Anna Amáliát saját kérésére a weimari városi templomban temették el. A korábbi hercegekkel ellentétben nem helyezték át a fia által rendelt és 1828-ban elkészült hercegi kriptába.

## Anna Amália Hercegnő Könyvtár(Herzogin Anna Amalia Bibliothek)
A Hercegi Könyvtár 1691-ben Vilmos Ernő szász–weimari herceg alapította Weimarban. 1991-ben a tercentenárium alkalmából Anna Amalia hercegnőről nevezték el, aki a legnagyobb támogatója volt. 
2004. szeptember 2-án este a főépület tetején tűz ütött ki, amit a tűzoltóságnak sikerült megállítania a Rokokóterem második emeletén. A tűzvész során mintegy 28 000 könyvet sikerült kimenteni az épületből, köztük az 1534-ből származó Luther Bibliát. 50 000 kötet és 35 festmény a 16-18. századból teljesen elveszett. Körülbelül 62 000 kötet sérült meg, néhányuk súlyosan, tűz és oltóvíz következtében. A könyvekben keletkezett anyagi kárt 67 millió euróra becsülték.

## Fordítás
- Ez a szócikk részben vagy egészben  az   Anna Amalia von Braunschweig-Wolfenbüttel című német Wikipédia-szócikk fordításán alapul.  Az eredeti cikk szerkesztőit annak laptörténete sorolja fel. Ez a jelzés csupán a megfogalmazás eredetét és a szerzői jogokat jelzi, nem szolgál a cikkben szereplő információk forrásmegjelöléseként.
- Ez a szócikk részben vagy egészben  a   Duchess Anna Amalia of Brunswick-Wolfenbüttel című angol Wikipédia-szócikk fordításán alapul.  Az eredeti cikk szerkesztőit annak laptörténete sorolja fel. Ez a jelzés csupán a megfogalmazás eredetét és a szerzői jogokat jelzi, nem szolgál a cikkben szereplő információk forrásmegjelöléseként.